# Synteza informacyjna
Synteza informacyjna – jest to kumulacja i kondensacja informacji zawartych w wyselekcjonowanych dokumentach, która umożliwia utworzenie z nich odrębnej logicznej całości podporządkowanej tematycznie przedmiotowi syntezy informacyjnej.